# Пештіш
Пештіш (рум. Peștiș) — село у повіті Біхор в Румунії. Адміністративно підпорядковане місту Алешд.
Село розташоване на відстані 409 км на північний захід від Бухареста, 37 км на схід від Ораді, 95 км на захід від Клуж-Напоки.

## Населення
За даними перепису населення 2002 року у селі проживали 1454 особи.
Національний склад населення села:
| Національність | Кількість осіб | Відсоток |
| -------------- | -------------- | -------- |
| румуни         | 1287           | 88,5%    |
| словаки        | 155            | 10,7%    |
| угорці         | 11             | 0,8%     |

Рідною мовою назвали:
| Мова      | Кількість осіб | Відсоток |
| --------- | -------------- | -------- |
| румунська | 1317           | 90,6%    |
| словацька | 119            | 8,2%     |
| угорська  | 15             | 1,0%     |